# Antiblemma virginea
Antiblemma virginea är en fjärilsart som beskrevs av William Schaus 1906. Antiblemma virginea ingår i släktet Antiblemma och familjen nattflyn. Inga underarter finns listade i Catalogue of Life.